# Эндерляйн, Гюнтер
Гюнтер Эндерляйн (нем. Günther Enderlein; 07.07.1872, Лейпциг — 11.08.1968, Венторф-Хамбург) — немецкий (микро)биолог, зоолог и энтомолог, впоследствии фармацевт. Профессор, доктор.
Сын учителя. Учился естественным наукам в Лейпциге и Берлине, в первом в 1898 году получил степень доктора философии (Dr. phil) summa cum laude, — как зоолог. С 1924 года профессор.
В 1900-6 гг. ассистент Зоологического музея Берлинского университета. В 1906-19 гг. работал в Зоологическом музее Щецина.
В годы Первой мировой войны использовался как бактериолог.
С 1919 года в Берлине, по 1937 год, — когда вышел на пенсию. С 1933 года работал в небольшой фармацевтической компании Sanum (впоследствии Sanum-Kehlbeck), в 1944 году основал собственную компанию IBICA в Берлине, — впоследствии перемещённую в Гамбург. После его смерти IBICA и Sanum объединились в 1975 году в и ныне действующую фармацевтическую компанию Sanum-Kehlbeck.
Был издателем газеты «Akmon».
Автор более 500 научных работ, — в основном о насекомых.